# Elecciones regionales de Apurímac de 2022
Las elecciones regionales de Apurímac de 2022 se llevaron a cabo el 2 de octubre de 2022 para elegir al gobernador regional, al vicegobernador regional y al Consejo Regional para el periodo 2023-2026. La elección se celebró simultáneamente con elecciones regionales y municipales (provinciales y distritales) en todo el Perú.
La elección representó un retroceso de los movimientos independientes en el panorama regional. Llankasun Kuska y Kallpa, los movimientos más votados en los comicios de 2018, no presentaron candidaturas. Percy Godoy Medina, candidato del Frente de la Esperanza, fue electo como gobernador regional de Apurímac. Fue la primera victoria de un partido político nacional en el departamento desde el triunfo de Unión por el Perú en las elecciones regionales de 2002.
El Frente de la Esperanza se alzó como el partido más votado para el Consejo Regional pero no obtuvo la mayoría absoluta; Hatariy Apurímac consiguió la primera minoría. Por otro lado, Alianza para el Progreso perdió casi todos los escaños que poseía. Acción Popular obtuvo representación por primera vez.

## Sistema electoral
El Gobierno Regional de Apurímac es el órgano administrativo y de gobierno del departamento de Apurímac. Está compuesto por el gobernador regional, el vicegobernador regional y el Consejo Regional.
La votación se realiza en base al sufragio universal, que comprende a todos los ciudadanos nacionales mayores de dieciocho años, empadronados y residentes en el departamento de Apurímac y en pleno goce de sus derechos políticos.
El gobernador y vicegobernador regional son elegidos por sufragio directo. Para que un candidato sea proclamado ganador debe obtener no menos de 30 % de votos válidos. En caso ningún candidato logre ese porcentaje en la primera vuelta electoral, los dos candidatos más votados participan en una segunda vuelta o balotaje. No hay reelección inmediata de gobernadores regionales.
El Consejo Regional de Apurímac está compuesto por 11 consejeros elegidos por sufragio directo para un período de cuatro (4) años. La votación es por lista cerrada y bloqueada. Cada provincia del departamento de Apurímac constituye una circunscripción electoral. Se asigna a la lista ganadora los escaños según el método d'Hondt. La distribución y el número de consejeros regionales es la siguiente:
| Circunscripción                                   | Escaños | Mapa |
| ------------------------------------------------- | ------- | ---- |
| Abancay, Andahuaylas, Chincheros y Cotabambas(+1) | 2       |      |
| Antabamba, Aymaraes y Grau                        | 1       |      |

## Composición del Consejo Regional de Apurímac
La siguiente tabla muestra la composición del Consejo Regional de Apurímac antes de las elecciones.
| Partidos | Partidos                            | Consejeros |
| -------- | ----------------------------------- | ---------- |
|          | Alianza para el Progreso            | 5          |
|          | Movimiento Regional Llankasun Kuska | 2          |
|          | Frente Amplio                       | 2          |
|          | Movimiento Popular Kallpa           | 1          |

## Elecciones internas
Los partidos políticos realizaron la convocatoria a elecciones internas (15–22 de enero de 2022) para definir a los candidatos de sus organizaciones en listas cerradas y bloqueadas. Se sometieron a elección las candidaturas a:
- Gobernador y vicegobernador regional de Apurímac (2 candidaturas).
- Consejo Regional de Apurímac (11 candidaturas).

Existen dos modalidades para la organización de las elecciones internas:
- Modalidad de elección directa: con voto universal, libre, voluntario, igual, directo y secreto de los afiliados. Fue la modalidad utilizada por Alianza para el Progreso,[6] Acción Popular[7] y Progresista de Apurímac.[8] Las elecciones se realizaron el 15 de mayo de 2022.
- Modalidad de delegados: a través de delegados previamente elegidos mediante voto universal, libre, voluntario, igual, directo y secreto de los afiliados. Fue la modalidad utilizada por Frente de la Esperanza[9] y Hatariy Apurímac.[10] Las elecciones se realizaron el 22 de mayo de 2022.

## Partidos y candidatos
A continuación se muestra una lista de los principales partidos y alianzas electorales que participaron en la elección:
| Candidatura | Candidatura | Partidos y alianzas                    | Candidatos | Candidatos                 | Ideología                                                          | Resultado previo | Resultado previo | Ref.   |
| Candidatura | Candidatura | Partidos y alianzas                    | Candidatos | Candidatos                 | Ideología                                                          | Votos (%)        | Con.             | Ref.   |
| ----------- | ----------- | -------------------------------------- | ---------- | -------------------------- | ------------------------------------------------------------------ | ---------------- | ---------------- | ------ |
|             | APP         | Lista - Alianza para el Progreso (APP) |            | Omar Merino López          | Liberalismo económico Conservadurismo liberal Populismo de derecha | 16.78%           | 5                | [ 11 ] |
|             | AP          | Lista - Acción Popular (AP)            |            | Marizol Peceros Paira      | Partido atrapalotodo                                               | 3.84%            | 0                | [ 11 ] |
|             | FE          | Lista - Frente de la Esperanza (FE)    |            | Percy Godoy Medina         | Reformismo                                                         | Nuevo            | Nuevo            | [ 12 ] |
|             | P           | Lista - Progresista de Apurímac (P)    |            | Christian Zegarra Palomino | Regionalismo apurimeño                                             | Nuevo            | Nuevo            | [ 13 ] |
|             | H           | Lista - Hatariy Apurímac (H)           |            | Elvyn Díaz Tello           | Regionalismo apurimeño                                             | Nuevo            | Nuevo            | [ 11 ] |

## Sondeos de opinión
Las siguientes tablas enumeran las estimaciones de la intención de voto en orden cronológico inverso, mostrando las más recientes primero y utilizando las fechas en las que se realizó el trabajo de campo de la encuesta. Cuando se desconocen las fechas del trabajo de campo, se proporciona la fecha de publicación.
Leyenda:
     Sondeo realizado en el periodo de prohibición legal de la difusión de sondeos de intención de voto.

### Intención de voto
La siguiente tabla enumera las estimaciones ponderadas (sin incluir votos en blanco y nulos) de la intención de voto.
|                               |                |      |      |      |      |      |     |      |  |  |  |
| Elecciones regionales de 2022 | 2 oct 2022     | —    | 40.3 | 31.4 | 13.2 | 9.6  | 5.6 | 8.9  |  |  |  |
|                               |                |      |      |      |      |      |     |      |  |  |  |
| Ipsos Perú/América            | 2 oct 2022     | ?    | 47.9 | 27.3 | 12.7 | 9.2  | 2.9 | 20.6 |  |  |  |
| Ipsos Perú/América            | 2 oct 2022     | ?    | 36.5 | 32.7 | 13.5 | 10.6 | 6.7 | 3.8  |  |  |  |
| Opinium/Radio Titanka         | 2 oct 2022     | ?    | 40.3 | 33.9 | 11.6 | 8.8  | 5.5 | 6.4  |  |  |  |
| Opinium/Radio Titanka         | 20–24 sep 2022 | 1529 | 50.4 | 18.2 | 21.0 | 7.6  | 2.7 | 29.4 |  |  |  |
| Abba Consultores              | 16–18 sep 2022 | 1529 | 54.8 | 17.8 | 19.2 | 5.5  | 2.7 | 35.6 |  |  |  |
| Opinium/Radio Titanka         | 1–11 sep 2022  | 1529 | 54.8 | 17.8 | 19.2 | 5.5  | 2.7 | 35.6 |  |  |  |

### Preferencias de voto
La siguiente tabla enumera las preferencias de voto en bruto (incluyendo blancos, viciados y sin respuesta) y no ponderadas.
| Encuestadora/Medio            | Fecha          | Muestra | Percy Godoy | Elvyn Díaz | Omar Merino | Christian Zegarra | Marizol Peceros | B/V  | NS/NO | Dif. |  |  |  |  |
| ----------------------------- | -------------- | ------- | ----------- | ---------- | ----------- | ----------------- | --------------- | ---- | ----- | ---- |  |  |  |  |
| Encuestadora/Medio            | Fecha          | Muestra |             |            |             |                   |                 |      |       |      |  |  |  |  |
| Elecciones regionales de 2022 | 2 oct 2022     | —       | 32.3        | 25.2       | 10.6        | 7.7               | 4.5             | 19.8 | –     | 7.1  |  |  |  |  |
|                               |                |         |             |            |             |                   |                 |      |       |      |  |  |  |  |
| Opinium/Radio Titanka         | 2 oct 2022     | ?       | 35.2        | 29.6       | 10.1        | 7.7               | 4.8             | 12.6 | –     | 5.6  |  |  |  |  |
| Opinium/Radio Titanka         | 20–24 sep 2022 | 1529    | 42.2        | 15.2       | 17.6        | 6.4               | 2.3             | –    | 16.3  | 24.6 |  |  |  |  |
| Abba Consultores              | 16–18 sep 2022 | 1529    | 40.0        | 13.0       | 14.0        | 4.0               | 2.0             | –    | 27.0  | 26.0 |  |  |  |  |
| Opinium/Radio Titanka         | 1–11 sep 2022  | 1529    | 40          | 13         | 14          | 4                 | 2               | –    | 27    | 26   |  |  |  |  |

## Resultados

### Gobierno Regional de Apurímac
|                      | Percy Godoy Medina         | Frente de la Esperanza (FE)    | 82,109  | 40.29 |  |  |  |
|                      | Elvyn Díaz Tello           | Hatariy Apurímac (H)           | 63,912  | 31.36 |  |  |  |
|                      | Omar Merino López          | Alianza para el Progreso (APP) | 26,839  | 13.17 |  |  |  |
|                      | Christian Zegarra Palomino | Progresista de Apurímac (P)    | 19,588  | 9.61  |  |  |  |
|                      | Marizol Peceros Paira      | Acción Popular (AP)            | 11,328  | 5.56  |  |  |  |
|                      |                            |                                |         |       |  |  |  |
| Total                | Total                      | Total                          | 203,776 |       |  |  |  |
|                      |                            |                                |         |       |  |  |  |
| Votos válidos        | Votos válidos              | Votos válidos                  | 203,776 | 80.21 |  |  |  |
| Votos en blanco      | Votos en blanco            | Votos en blanco                | 34,359  | 13.52 |  |  |  |
| Votos nulos          | Votos nulos                | Votos nulos                    | 15,916  | 6.26  |  |  |  |
| Votos emitidos       | Votos emitidos             | Votos emitidos                 | 254,051 | 76.21 |  |  |  |
| Abstenciones         | Abstenciones               | Abstenciones                   | 79,300  | 23.79 |  |  |  |
| Votantes registrados | Votantes registrados       | Votantes registrados           | 333,351 |       |  |  |  |
|                      |                            |                                |         |       |  |  |  |
| Fuente:              |                            |                                |         |       |  |  |  |

### Consejo Regional de Apurímac

#### Sumario general
|                        |                                |              |              |              |         |         |  |
| Partidos y coaliciones | Partidos y coaliciones         | Voto popular | Voto popular | Voto popular | Escaños | Escaños |  |
| Partidos y coaliciones | Partidos y coaliciones         | Votos        | %            | ±pp          | Total   | +/−     |  |
|                        | Frente de la Esperanza (FE)    | 65,572       | 39.05        | Nuevo        | 4       | +4      |  |
|                        | Hatariy Apurímac (H)           | 55,711       | 33.17        | Nuevo        | 5       | +5      |  |
|                        | Alianza para el Progreso (APP) | 30,424       | 18.12        | –1.80        | 1       | –2      |  |
|                        | Acción Popular (AP)            | 16,227       | 9.66         | +5.90        | 1       | +1      |  |
|                        |                                |              |              |              |         |         |  |
| Total                  | Total                          | 167,934      |              |              | 11      | +1      |  |
|                        |                                |              |              |              |         |         |  |
| Votos válidos          | Votos válidos                  | 167,934      | 66.10        | –6.42        |         |         |  |
| Votos en blanco        | Votos en blanco                | 71,849       | 28.28        | +8.85        |         |         |  |
| Votos nulos            | Votos nulos                    | 14,268       | 5.62         | –2.43        |         |         |  |
| Votos emitidos         | Votos emitidos                 | 254,051      | 76.21        | –0.85        |         |         |  |
| Abstenciones           | Abstenciones                   | 79,300       | 23.79        | +0.85        |         |         |  |
| Votantes registrados   | Votantes registrados           | 333,351      |              |              |         |         |  |
|                        |                                |              |              |              |         |         |  |
| Fuente:                |                                |              |              |              |         |         |  |

#### Resultados por provincia
| Provincia   | FE      | FE   | H    | H    | APP  | APP  | AP   | AP   |   |
| Provincia   | %       | E    | %    | E    | %    | E    | %    | E    |   |
| ----------- | ------- | ---- | ---- | ---- | ---- | ---- | ---- | ---- | - |
| Provincia   | Abancay | 36.6 | 1    | 25.1 | 1    | 24.9 | –    | 13.5 | – |
| Andahuaylas | 51.1    | 1    | 33.4 | 1    | 12.8 | –    | 2.7  | –    |   |
| Antabamba   | 10.0    | –    | 34.5 | –    | 11.8 | –    | 43.7 | 1    |   |
| Aymaraes    |         |      | 56.1 | 1    | 21.8 | –    | 22.1 | –    |   |
| Chincheros  | 44.7    | 1    | 24.8 | –    | 28.7 | 1    | 1.8  | –    |   |
| Cotabambas  | 26.7    | 1    | 36.3 | 1    | 13.9 | –    | 23.1 | –    |   |
| Grau        | 32.1    | –    | 57.8 | 1    | 8.5  | –    | 1.6  | –    |   |
| Total       | 39.0    | 4    | 33.2 | 5    | 18.1 | 1    | 9.7  | 1    |   |

Abancay
| Partidos y coaliciones | Partidos y coaliciones         | Voto popular | Voto popular | Voto popular | Escaños | Escaños |  |
| Partidos y coaliciones | Partidos y coaliciones         | Votos        | %            | ±pp          | Total   | +/−     |  |
| ---------------------- | ------------------------------ | ------------ | ------------ | ------------ | ------- | ------- |  |
|                        | Frente de la Esperanza (FE)    | 15,123       | 36.62        | Nuevo        | 1       | +1      |  |
|                        | Hatariy Apurímac (H)           | 10,347       | 25.06        | Nuevo        | 1       | +1      |  |
|                        | Alianza para el Progreso (APP) | 10,267       | 24.86        | +9.45        | 0       | ±0      |  |
|                        | Acción Popular (AP)            | 5,560        | 13.46        | +8.55        | 0       | ±0      |  |
|                        |                                |              |              |              |         |         |  |
| Total                  | Total                          | 41,297       |              |              | 2       | ±0      |  |
|                        |                                |              |              |              |         |         |  |
| Votos válidos          | Votos válidos                  | 41,297       | 63.67        | –8.36        |         |         |  |
| Votos en blanco        | Votos en blanco                | 18,826       | 29.03        | +11.24       |         |         |  |
| Votos nulos            | Votos nulos                    | 4,733        | 7.30         | –2.88        |         |         |  |
| Votos emitidos         | Votos emitidos                 | 64,856       | 77.16        | –0.84        |         |         |  |
| Abstenciones           | Abstenciones                   | 19,197       | 22.84        | +0.84        |         |         |  |
| Votantes registrados   | Votantes registrados           | 84,053       |              |              |         |         |  |
|                        |                                |              |              |              |         |         |  |
| Fuente:                |                                |              |              |              |         |         |  |

Andahuaylas
| Partidos y coaliciones | Partidos y coaliciones         | Voto popular | Voto popular | Voto popular | Escaños | Escaños |  |
| Partidos y coaliciones | Partidos y coaliciones         | Votos        | %            | ±pp          | Total   | +/−     |  |
| ---------------------- | ------------------------------ | ------------ | ------------ | ------------ | ------- | ------- |  |
|                        | Frente de la Esperanza (FE)    | 31,818       | 51.12        | Nuevo        | 1       | +1      |  |
|                        | Hatariy Apurímac (H)           | 20,795       | 33.41        | Nuevo        | 1       | +1      |  |
|                        | Alianza para el Progreso (APP) | 7,948        | 12.77        | –0.47        | 0       | ±0      |  |
|                        | Acción Popular (AP)            | 1,682        | 2.70         | +0.68        | 0       | ±0      |  |
|                        |                                |              |              |              |         |         |  |
| Total                  | Total                          | 62,243       |              |              | 2       | ±0      |  |
|                        |                                |              |              |              |         |         |  |
| Votos válidos          | Votos válidos                  | 62,243       | 68.23        | –7.72        |         |         |  |
| Votos en blanco        | Votos en blanco                | 24,454       | 26.81        | +10.97       |         |         |  |
| Votos nulos            | Votos nulos                    | 4,522        | 4.96         | –3.25        |         |         |  |
| Votos emitidos         | Votos emitidos                 | 91,219       | 77.21        | –1.22        |         |         |  |
| Abstenciones           | Abstenciones                   | 26,926       | 22.79        | +1.22        |         |         |  |
| Votantes registrados   | Votantes registrados           | 118,145      |              |              |         |         |  |
|                        |                                |              |              |              |         |         |  |
| Fuente:                |                                |              |              |              |         |         |  |

Antabamba
| Partidos y coaliciones | Partidos y coaliciones         | Voto popular | Voto popular | Voto popular | Escaños | Escaños |  |
| Partidos y coaliciones | Partidos y coaliciones         | Votos        | %            | ±pp          | Total   | +/−     |  |
| ---------------------- | ------------------------------ | ------------ | ------------ | ------------ | ------- | ------- |  |
|                        | Acción Popular (AP)            | 2,239        | 43.73        | +43.06       | 1       | +1      |  |
|                        | Hatariy Apurímac (H)           | 1,767        | 34.51        | Nuevo        | 0       | ±0      |  |
|                        | Alianza para el Progreso (APP) | 602          | 11.76        | +2.19        | 0       | ±0      |  |
|                        | Frente de la Esperanza (FE)    | 512          | 10.00        | Nuevo        | 0       | ±0      |  |
|                        |                                |              |              |              |         |         |  |
| Total                  | Total                          | 5,120        |              |              | 1       | ±0      |  |
|                        |                                |              |              |              |         |         |  |
| Votos válidos          | Votos válidos                  | 5,120        | 70.49        | –8.35        |         |         |  |
| Votos en blanco        | Votos en blanco                | 1,719        | 23.67        | +9.95        |         |         |  |
| Votos nulos            | Votos nulos                    | 424          | 5.84         | –1.60        |         |         |  |
| Votos emitidos         | Votos emitidos                 | 7,263        | 72.19        | –0.50        |         |         |  |
| Abstenciones           | Abstenciones                   | 2,798        | 27.81        | +0.50        |         |         |  |
| Votantes registrados   | Votantes registrados           | 10,061       |              |              |         |         |  |
|                        |                                |              |              |              |         |         |  |
| Fuente:                |                                |              |              |              |         |         |  |

Aymaraes
| Partidos y coaliciones | Partidos y coaliciones         | Voto popular | Voto popular | Voto popular | Escaños | Escaños |  |
| Partidos y coaliciones | Partidos y coaliciones         | Votos        | %            | ±pp          | Total   | +/−     |  |
| ---------------------- | ------------------------------ | ------------ | ------------ | ------------ | ------- | ------- |  |
|                        | Hatariy Apurímac (H)           | 4,646        | 56.07        | Nuevo        | 1       |         |  |
|                        | Acción Popular (AP)            | 1,831        | 22.10        | +20.15       | 0       | ±0      |  |
|                        | Alianza para el Progreso (APP) | 1,809        | 21.83        | –6.54        | 0       | –1      |  |
|                        |                                |              |              |              |         |         |  |
| Total                  | Total                          | 8,286        |              |              | 1       | ±0      |  |
|                        |                                |              |              |              |         |         |  |
| Votos válidos          | Votos válidos                  | 8,286        | 45.12        | –37.07       |         |         |  |
| Votos en blanco        | Votos en blanco                | 9,448        | 51.45        | +42.94       |         |         |  |
| Votos nulos            | Votos nulos                    | 630          | 3.43         | –2.87        |         |         |  |
| Votos emitidos         | Votos emitidos                 | 18,364       | 77.43        | –0.17        |         |         |  |
| Abstenciones           | Abstenciones                   | 5,353        | 22.57        | +0.17        |         |         |  |
| Votantes registrados   | Votantes registrados           | 23,717       |              |              |         |         |  |
|                        |                                |              |              |              |         |         |  |
| Fuente:                |                                |              |              |              |         |         |  |

Chincheros
| Partidos y coaliciones | Partidos y coaliciones         | Voto popular | Voto popular | Voto popular | Escaños | Escaños |  |
| Partidos y coaliciones | Partidos y coaliciones         | Votos        | %            | ±pp          | Total   | +/−     |  |
| ---------------------- | ------------------------------ | ------------ | ------------ | ------------ | ------- | ------- |  |
|                        | Frente de la Esperanza (FE)    | 9,842        | 44.67        | Nuevo        | 1       | +1      |  |
|                        | Alianza para el Progreso (APP) | 6,324        | 28.70        | –21.05       | 1       | –1      |  |
|                        | Hatariy Apurímac (H)           | 5,475        | 24.85        | Nuevo        | 0       | ±0      |  |
|                        | Acción Popular (AP)            | 392          | 1.78         | +0.95        | 0       | ±0      |  |
|                        |                                |              |              |              |         |         |  |
| Total                  | Total                          | 22,033       |              |              | 2       | ±0      |  |
|                        |                                |              |              |              |         |         |  |
| Votos válidos          | Votos válidos                  | 22,033       | 76.37        | +13.75       |         |         |  |
| Votos en blanco        | Votos en blanco                | 5,742        | 19.90        | –12.05       |         |         |  |
| Votos nulos            | Votos nulos                    | 1,076        | 3.73         | –1.69        |         |         |  |
| Votos emitidos         | Votos emitidos                 | 28,851       | 75.96        | +0.53        |         |         |  |
| Abstenciones           | Abstenciones                   | 9,133        | 24.04        | –0.53        |         |         |  |
| Votantes registrados   | Votantes registrados           | 37,984       |              |              |         |         |  |
|                        |                                |              |              |              |         |         |  |
| Fuente:                |                                |              |              |              |         |         |  |

Cotabambas
| Partidos y coaliciones | Partidos y coaliciones         | Voto popular | Voto popular | Voto popular | Escaños | Escaños |  |
| Partidos y coaliciones | Partidos y coaliciones         | Votos        | %            | ±pp          | Total   | +/−     |  |
| ---------------------- | ------------------------------ | ------------ | ------------ | ------------ | ------- | ------- |  |
|                        | Hatariy Apurímac (H)           | 6,855        | 36.30        | Nuevo        | 1       | +1      |  |
|                        | Frente de la Esperanza (FE)    | 5,045        | 26.72        | Nuevo        | 1       | +1      |  |
|                        | Acción Popular (AP)            | 4,364        | 23.11        | +7.51        | 0       | ±0      |  |
|                        | Alianza para el Progreso (APP) | 2,620        | 13.87        | –4.96        | 0       | –1      |  |
|                        |                                |              |              |              |         |         |  |
| Total                  | Total                          | 18,884       |              |              | 2       | +1      |  |
|                        |                                |              |              |              |         |         |  |
| Votos válidos          | Votos válidos                  | 18,884       | 64.73        | +4.40        |         |         |  |
| Votos en blanco        | Votos en blanco                | 8,070        | 27.66        | –5.16        |         |         |  |
| Votos nulos            | Votos nulos                    | 2,220        | 7.61         | +0.76        |         |         |  |
| Votos emitidos         | Votos emitidos                 | 29,174       | 73.32        | –0.89        |         |         |  |
| Abstenciones           | Abstenciones                   | 10,614       | 26.68        | +0.89        |         |         |  |
| Votantes registrados   | Votantes registrados           | 39,788       |              |              |         |         |  |
|                        |                                |              |              |              |         |         |  |
| Fuente:                |                                |              |              |              |         |         |  |

Grau
| Partidos y coaliciones | Partidos y coaliciones         | Voto popular | Voto popular | Voto popular | Escaños | Escaños |  |
| Partidos y coaliciones | Partidos y coaliciones         | Votos        | %            | ±pp          | Total   | +/−     |  |
| ---------------------- | ------------------------------ | ------------ | ------------ | ------------ | ------- | ------- |  |
|                        | Hatariy Apurímac (H)           | 5,826        | 57.85        | Nuevo        | 1       | +1      |  |
|                        | Frente de la Esperanza (FE)    | 3,232        | 32.09        | Nuevo        | 0       | ±0      |  |
|                        | Alianza para el Progreso (APP) | 854          | 8.48         | –21.85       | 0       | –1      |  |
|                        | Acción Popular (AP)            | 159          | 1.58         | +0.55        | 0       | ±0      |  |
|                        |                                |              |              |              |         |         |  |
| Total                  | Total                          | 10,071       |              |              | 1       | ±0      |  |
|                        |                                |              |              |              |         |         |  |
| Votos válidos          | Votos válidos                  | 10,071       | 70.31        | –9.31        |         |         |  |
| Votos en blanco        | Votos en blanco                | 3,590        | 25.06        | +11.56       |         |         |  |
| Votos nulos            | Votos nulos                    | 663          | 4.63         | –2.25        |         |         |  |
| Votos emitidos         | Votos emitidos                 | 14,324       | 73.07        | –1.65        |         |         |  |
| Abstenciones           | Abstenciones                   | 5,279        | 26.93        | +1.65        |         |         |  |
| Votantes registrados   | Votantes registrados           | 19,603       |              |              |         |         |  |
|                        |                                |              |              |              |         |         |  |
| Fuente:                |                                |              |              |              |         |         |  |

### Autoridades electas
| Cargo                                            | Autoridad electa | Autoridad electa         | Partido político | Partido político         |
| ------------------------------------------------ | ---------------- | ------------------------ | ---------------- | ------------------------ |
| Gobernador Regional de Apurímac                  |                  | Percy Godoy Medina       |                  | Frente de la Esperanza   |
| Vicegobernadora Regional de Apurímac             |                  | Marisol Valer Miranda    |                  | Frente de la Esperanza   |
| Consejero Regional de Apurímac (por Abancay)     |                  | Petter Díaz Valer        |                  | Frente de la Esperanza   |
| Consejera Regional de Apurímac (por Abancay)     |                  | Karla Santa Cruz Vargas  |                  | Hatariy Apurímac         |
| Consejero Regional de Apurímac (por Andahuaylas) |                  | Carlos Oscco Quispe      |                  | Frente de la Esperanza   |
| Consejera Regional de Apurímac (por Andahuaylas) |                  | Rosmery Quispe Vílchez   |                  | Hatariy Apurímac         |
| Consejero Regional de Apurímac (por Antabamba)   |                  | Óscar Paniura Navarro    |                  | Acción Popular           |
| Consejera Regional de Apurímac (por Aymaraes)    |                  | Naysha Prada García      |                  | Hatariy Apurímac         |
| Consejero Regional de Apurímac (por Chincheros)  |                  | Jesús Islachín Aquise    |                  | Frente de la Esperanza   |
| Consejero Regional de Apurímac (por Chincheros)  |                  | Benancio Quispe Chipana  |                  | Alianza para el Progreso |
| Consejera Regional de Apurímac (por Cotabambas)  |                  | Yenifer Cáceres Baltazar |                  | Hatariy Apurímac         |
| Consejero Regional de Apurímac (por Cotabambas)  |                  | Jaime Osorio Aguilar     |                  | Frente de la Esperanza   |
| Consejero Regional de Apurímac (por Grau)        |                  | Wildo Quispe Chipana     |                  | Hatariy Apurímac         |